# Duke of York

Weiße Rose von York

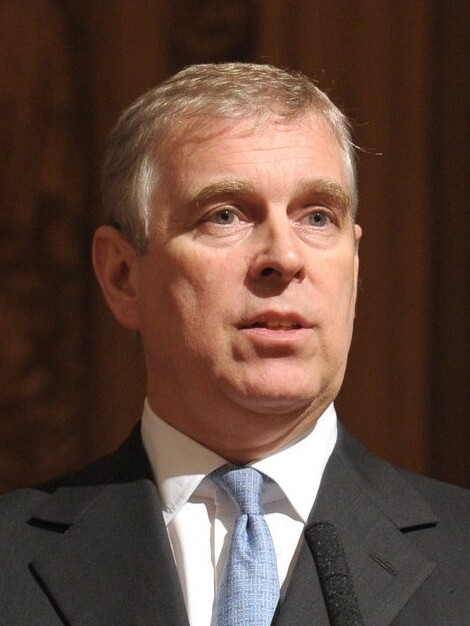
Der aktuelle Titelinhaber: Andrew, Duke of York

Duke of York (deutsch Herzog von York) ist ein erblicher britischer Adelstitel (dukedom), der üblicherweise dem zweiten Sohn des regierenden britischen Monarchen verliehen wird, sofern ihn nicht ein Abkömmling eines gestorbenen Dukes führt. Prinz Andrew, der zweite Sohn der verstorbenen Königin Elisabeth II., trägt diesen Titel seit 1986.

## Verleihungen

### Erste Verleihung
Der Titel wurde zum ersten Mal in der Peerage of England von Richard II. am 6. August 1385 seinem Onkel Edmund verliehen, welcher der Gründer des Hauses York mit dem Wappen der Weißen Rose wurde, während von dessen älterem Bruder, John of Gaunt, das Haus Lancaster mit dem Wappen der Roten Rose begründet wurde. (Zum Kampf beider Häuser um die englische Krone (1451 bis 1485) siehe den Artikel Rosenkriege).
Der Titel ging 1402 mit dem Tod Edmunds auf dessen Sohn Edward of Norwich über. Dieser starb 1415 kinderlos; gleichwohl ging der Titel mit seinem Tod nicht sogleich auf seinen Neffen Richard of York, 3. Duke of York über, weil dessen Vater, Richard of Conisburgh, 1. Earl of Cambridge, der jüngere Bruder von Edward, 1415 wegen Landesverrats gegen König Heinrich V. verurteilt und hingerichtet worden war. Richard gelang es jedoch 1425, den Titel zurückzuerhalten. Nach seinem Tode erbte sein Sohn Edward 1460 den Titel; ein Jahr später wurde er als Eduard IV. König von England, die Würde vereinigte sich mit der Krone.

### Zweite bis fünfte Verleihung
Die zweite Verleihung am 28. Mai 1474 galt dem zweiten Sohn von König Eduard IV., Richard, einem der beiden Prinzen im Tower (der andere war sein Bruder Eduard). Richard starb ohne Erben, und der Titel erlosch mit seinem Tod.
Die nächste Verleihung erfolgte 1494 an Heinrich VIII., den zweiten Sohn von Heinrich VII. Dieser wurde mit dem Tod seines Bruders Arthur Tudor, Prince of Wales, Thronerbe und bestieg 1509 als Heinrich VIII. den englischen Thron. Erneut fielen Titel und Krone zusammen.
Die vierte Verleihung erfolgte am 6. Januar 1605 an Karl Stuart, den zweiten Sohn von König Jakob I. Als Karls älterer Bruder, Henry Frederick Stuart, Prince of Wales, 1612 starb, wurde Karl Thronerbe und 1625 als Karl I. König von England. Wieder fielen Titel und Krone zusammen.
Zum fünften Mal wurde der Titel am 27. Januar 1644 an Jakob Stuart, den zweiten überlebenden Sohn von Karl I., verliehen. Dieser wurde am 10. Mai 1659 zudem zum Earl of Ulster und am 31. Dezember 1660 zum Duke of Albany erhoben. Nachdem sein älterer Bruder Karl II. ohne Erben gestorben war, folgte ihm Jakob Stuart als Jakob II. auf dem Thron nach und vereinigte erneut Titel und Krone.

### Jakobitische Verleihung
Henry Benedict Stuart (1725–1807) wurde von seinem Vater, dem katholischen Thronprätendent und Titularkönig Jakob III. 1725 ebenfalls zum Duke of York erhoben. Er lebte in Italien als Kardinal der katholischen Kirche und nannte sich fortan Cardinal Duke of York. Ab 1788 war er selbst Thronprätendent. Sein Titel wurde vom Papst, Modena, Frankreich und Spanien anerkannt, konnte aber auf den britischen Inseln nicht durchgesetzt werden und erlosch bei seinem Tod 1807.

### Duke of York and Albany
Bei der nächsten Verleihung am 5. Juli 1716 hieß der Titel Duke of York and Albany und erfolgte in der Peerage of Great Britain. Im Titel waren die Dukedoms York und Albany vereinigt. Die Verleihung galt Ernst August, Fürstbischof von Osnabrück, dem jüngeren Bruder des britischen Königs Georg I. und Sohn von Ernst August, Kurfürst von Hannover. Zusammen mit dem Dukedom wurde ihm in der Peerage of Ireland der nachgeordnete Titel Earl of Ulster verliehen. Ernst August starb ohne Erben, weshalb die Titel erloschen.
Die zweite Verleihung des Titels Duke of York and Albany, nebst dem nachgeordneten Titel Earl of Ulster, erfolgte am 1. April 1760 an den zweiten Sohn von Frederick Lewis, Prince of Wales, Edward Augustus, den jüngeren Bruder von König Georg III. Beide Titel erloschen, als Edward 1767 unverheiratet und ohne Erben starb.
Die dritte und letzte Verleihung des Titels Duke of York and Albany, nebst dem nachgeordneten Titel Earl of Ulster, galt am 29. November 1784 Frederick Augustus, zweitem Sohn von König Georg III. Auch Friedrich verstarb ohne Erben, weshalb die Titel erloschen.

### Sechste bis achte Verleihung
Anschließend wurde in der Peerage of the United Kingdom wieder der Titel Duke of York verliehen. Die sechste Verleihung betraf den zweiten Sohn von König Edward VII., Georg, der den Titel nach dem Tod seines älteren Bruders und Thronfolgers Albert Victor, Duke of Clarence and Avondale, am 24. Mai 1892 erhielt, zusammen mit den nachgeordneten Titeln Earl of Inverness und Baron Killarney. Als Georg als Georg V. König wurde, verschmolz der Titel mit der Krone.
Die siebte Titelverleihung am 3. Juni 1920 galt seinem zweiten Sohn Albert, dem jüngeren Bruder des späteren Königs Eduard VIII. Zusammen mit dem Dukedom wurden ihm die nachgeordneten Titel Earl of Inverness und Baron Killarney verliehen. Nachdem Eduard die Krone niedergelegt hatte, wurde Albert 1936 als Georg VI. König und vereinigte einmal mehr Titel und Krone.
Zum bislang letzten Mal wurde der Titel am 23. Juli 1986 an Prinz Andrew, den zweiten Sohn von Königin Elisabeth II., verliehen. Zusammen mit dem Dukedom wurden ihm die nachgeordneten Titel Earl of Inverness und Baron Killyleagh verliehen. Bis heute hat Prinz Andrew nur zwei Töchter. Wenn er bis zu seinem Tode keinen ehelichen Sohn hat, wird der Titel erneut erlöschen.
Der nächste Träger dieses Titels könnte Louis of Cambridge, zweiter Sohn von Prinz William, werden. Dass Prinz Harry, zweiter Sohn von Charles III., den Titel verliehen bekommt, ist eher unwahrscheinlich, da der jetzige Duke of York vermutlich nicht während der Regentschaft von Charles III. sterben wird und Harry bereits Duke of Sussex ist. 
Abgesehen von der ersten Verleihung hatte der Titel jeweils nur einen Inhaber, der entweder den Thron bestieg oder ohne Erben verstarb.

## Liste der Dukes of York

### Duke of York, erste Verleihung (1385)
- Edmund of Langley, 1. Duke of York (1341–1402)
- Edward of Norwich, 2. Duke of York (um 1373–1415), (Titel 1415 nicht vererbt)
- Richard Plantagenet, 3. Duke of York (1411–1460), (Titel 1425 wiederhergestellt)
- Edward, 4. Duke of York (1442–1483), (wurde 1461 König)

### Duke of York, zweite Verleihung (1474)
- Richard of Shrewsbury, 1. Duke of York (1473–1483)

### Duke of York, dritte Verleihung (1494)
- Henry Tudor, 1. Duke of York (1491–1547), (wurde 1509 als Heinrich VIII. König)

### Duke of York, vierte Verleihung (1605)
- Charles Stuart, 1. Duke of York (1600–1649), (wurde 1625 als Karl I. König)

### Duke of York, fünfte Verleihung (1644)
- James Stuart, 1. Duke of York (1633–1701), (wurde 1685 als Jakob II. König)

### Duke of York and Albany, erste Verleihung (1716)
- Ernest Augustus, 1. Duke of York and Albany (1674–1728)

### Duke of York and Albany, zweite Verleihung (1760)
- Edward Augustus, 1. Duke of York and Albany (1739–1767)

### Duke of York and Albany, dritte Verleihung (1784)
- Frederick Augustus, 1. Duke of York and Albany (1763–1827)

### Duke of York, sechste Verleihung (1892)
- George, Prince of Wales, 1. Duke of York (1865–1936), (wurde 1910 als Georg V. König)

### Duke of York, siebte Verleihung (1920)
- Albert, 1. Duke of York (1895–1952), (wurde 1936 als Georg VI. König)

### Duke of York, achte Verleihung (1986)
- Andrew, Duke of York (* 1960)

Aktuell existiert kein Titelerbe.